# Ry (Francia)

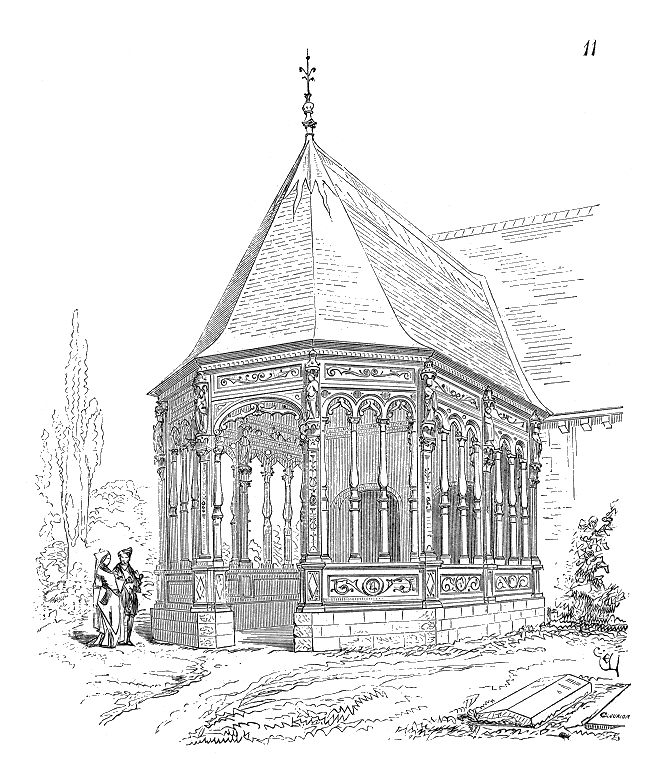
Saint-Sulpice

Ry è un comune francese di 789 abitanti situato nel dipartimento della Senna Marittima nella regione della Normandia.
In letteratura, tradizionalmente si riconosce Yonville, paese in cui si trasferisce Madame Bovary, nell'omonimo romanzo di Gustave Flaubert, come l'odierna Ry.

## Società

### Evoluzione demografica
Abitanti censiti